# Languevoisin-Quiquery
Languevoisin-Quiquery is een gemeente in het Franse departement Somme (regio Hauts-de-France) en telt 211 inwoners (1999). De plaats maakt deel uit van het arrondissement Péronne.

## Geografie
De oppervlakte van Languevoisin-Quiquery bedraagt 4,8 km², de bevolkingsdichtheid is 44,0 inwoners per km².
De onderstaande kaart toont de ligging van Languevoisin-Quiquery met de belangrijkste infrastructuur en aangrenzende gemeenten.

## Demografie
Onderstaande figuur toont het verloop van het inwonertal (bron: INSEE-tellingen).